# Wired for Management
Wired for Management (WfM) ist ein hauptsächlich hardwarebasiertes System, das die Manipulation eines neu gebauten Personal Computers (PC) ohne Software durch einen Mastercomputer ermöglichte, der auf die Festplatte des neuen PCs zugreifen konnte, um das Installationsprogramm, z. B. für ein Betriebssystem, einzufügen. Es konnte auch verwendet werden, um Software zu aktualisieren und den Systemstatus aus der Ferne zu überwachen. Intel hat das System in den 1990er-Jahren entwickelt, es gilt seit 2011 als überholt.
WfM basiert auf Desktop Management Interface (DMI) und umfasst die Standards Preboot Execution Environment (PXE) und Wake On LAN (WOL).
Wired for Management wurde durch den Intelligent-Platform-Management-Interface-Standard für Server und durch Intel Active Management Technology (AMT) für PCs ersetzt.